# Dentinogenesis imperfecta
Dentinogenesis imperfecta (DI, von lateinisch dentes ‚Zahn‘ und griechisch γένεσις, genese ‚Entstehung‘ sowie lateinisch imperfecta ‚unvollkommen‘) ist eine autosomal dominant vererbte Fehlentwicklung/Strukturstörung der Zahndentitionen, die ungefähr bei 1 von 8000 Menschen auftritt und eine starke Abrasion der Zähne zur Folge hat.
Synonyme Bezeichnung ist Capdepont-Syndrom.

## Varianten der DI
Varianten basierend auf Shields et al. (1973).
Obwohl diese Klassifikation üblicherweise benutzt wurde, um die Verlaufsformen zu gliedern, ist die Abgrenzung der einzelnen Typen doch noch sehr verwirrend und den gegenwärtigen Forschungsständen unterworfen. So wurde beispielsweise herausgefunden, dass DI Typ II und III sowie die Dentindysplasie Typ II alle durch die Mutation des gleichen Allels verursacht werden. Des Weiteren gibt es zahlreiche andere Syndrome, die DI ähnliche Phänotypen aufweisen.
- Typ I (Shields DI Typ I) äußert sich als Teilerkrankung der Osteogenesis imperfecta (OI).
- Typ II (Shields DI Typ II oder hereditär opaleszierend) und Typ III (Brandywine-Typ/Schalenzähne) treten auch ohne genetische Vorbelastungen, wie durch die OI, auf.
- Typ I hat nachweislich neben den dentalen Anomalien auch einen progressiven Hörverlust zur Folge.
- Typ III wurde erstmals in einer Population in Brandywine (USA) entdeckt, wo sich dieser Typ zu limitieren scheint.

## Symptome
Der Grad der Intensität der Symptome bei den einzelnen Typen, sogar innerhalb derselben Familie, ist sehr variabel. In der Regel gilt:
- Verfärbung der Zähne (blau-grau; gelb-braun)
- Transparenz des Zahnschmelzes
- Zähne neigen zur schnellen Abnutzung/Abrieb (Abrasion)
- Zahnkronen extrem dicht
- Zahnwurzel extrem eng und dicht
- Defekt der Zahnschmelz-Dentin-Verbindung (Dentin-Enamel junction, DEJ); extrem weiches Dentin
- Obliteration der Pulpa-Kammer und -Kanäle

## Ursachen
Als Ursache für die DI Typ II und III wurde das DSPP-Gen (dentin sialophosphoprotein) identifiziert. Das DSPP-Gen ist für die Produktion von drei Proteinen maßgeblich verantwortlich und bei der Zahnentwicklung essentiell. Die Mutation verändert diese Proteine so, dass die Anordnung des Dentins, welches für die mittlere schützende Zahnschicht verantwortlich ist, gestört ist. Das Dentin wird atypisch, da die Odontoblasten (Dentin bildende Zellen) durch andere Zellen ersetzt werden. Dies führt zu einem übermäßig hohen Wasseranteil im Zahn (60 %), bei einem gleichzeitigen äußerst niedrigen Mineralanteil im Zahnschmelz und im Dentin.

## Behandlungsmöglichkeiten
Bei einer ausbleibenden Behandlung kann es zum kompletten Abrieb des Zahnes bis hin zum Zahnfleisch kommen.
Die Behandlung zielt darauf, die Abrasion möglichst zu minimieren, die Zähne zu rehabilitieren, die extreme Verschleißerscheinungen aufweisen, die Ästhetik zu optimieren, und auf die Prävention von Folgeschäden.
Normalerweise werden die Backenzähne mit Zahnkronen versehen, dies hilft die Zahnabnutzung zu vermindern und den Ober- und Unterkiefer zu stabilisieren. Auf den primären hinteren Zahnpartien werden rostfreie Stahlkronen platziert, und die Frontzähne werden mit zahnfarbenem Füllmaterial behandelt. Dies ist für alle permanenten Zähne erforderlich.

## Im Rahmen von Syndromen
Bei einzelnen Syndromen kann diese Erkrankung ein Merkmal sein, s. Odonto-Chondrodysplasie oder Dentinogenesis imperfecta-Kleinwuchs-Hörverlust-Intelligenzminderung-Syndrom (Dentinogenesis imperfecta – Kleinwuchs – Hörverlust – geistige Retardierung).